# Yunxian Yizu Xiang
Yunxian Yizu Xiang (kinesiska: 云仙, 云仙彝族乡) är en socken i Kina. Den ligger i provinsen Yunnan, i den sydvästra delen av landet, omkring 310 kilometer sydväst om provinshuvudstaden Kunming. Antalet invånare är 12 613. Befolkningen består av 5 827 kvinnor och 6 786 män. Barn under 15 år utgör 16,0 %, vuxna 15-64 år 72 %, och äldre över 65 år 10,0 %.
Genomsnittlig årsnederbörd är 1 704 millimeter. Den regnigaste månaden är juli, med i genomsnitt 467 mm nederbörd, och den torraste är februari, med 7 mm nederbörd.